# Jianyang (Sichuan)
Jianyang (简阳市S, JiǎnyángP) è una città-contea della Cina, situata nella provincia di Sichuan e amministrata dalla città sub-provinciale di Chengdu.